# Cremastobaeus nigripes
Cremastobaeus nigripes är en stekelart som först beskrevs av Alan Parkhurst Dodd 1914.  Cremastobaeus nigripes ingår i släktet Cremastobaeus och familjen Scelionidae. Inga underarter finns listade i Catalogue of Life.